# Тэмблин, Расс
Расселл «Расс» Ирвинг Тэмблин (англ. Russell «Russ» Irving  Tamblyn, род. 30 декабря 1934) — американский актёр и танцор.

## Биография
Родился в Лос-Анджелесе в семье актёров Салли Триплетт и Эдди Тэмблина. Вскоре у него родился младший брат Ларри Тэмблин, ставший органистом в группе «Standells». Актёрскую карьеру он начал в детстве с участия в театральных постановках, а в 1948 году впервые появился на киноэкране в эпизодической роли в фильме «Мальчик с зелёными волосами». В дальнейшие годы он получил более крупные роли в картинах «Самсон и Далила» (1949), «Без ума от оружия» (1950), «Отец невесты» (1950) и «Маленькая прибыль отца» (1951), где в титрах указывался как Расти Тэмблин.
Первый успех к нему пришёл в 1954 году после роли Гидеона, младшего брата, в знаменитом мюзикле Стенли Донена «Семь невест для семерых братьев». В 1956 году актёр стал лауреатом премии «Золотой глобус» в номинации «самый многообещающий новичок». Год спустя Тэмблин был номинирован на премию «Оскар» за роль Нормана Пейджа в драме «Пэйтон Плейс». Будучи хорошим танцором Тэмблин часто получал роли в мюзиклах, где наибольшую популярность ему принесла роль Риффа в знаменитой картине Роберта Уайза и Джерома Роббинса «Вестсайдская история». Его дальнейшая кинокарьера включила в себя более полусотни фильмов, среди которых «Как был завоёван Запад» (1962), «Логово Дьявола» (1963), «Некромант» (1988), «Джонни Мисто, мальчик-волшебник» (1997), «Драйв» (2011) и «Джанго освобождённый» (2012).
Помимо съёмок на большом экране, Тэмблин много работал на телевидении, где наиболее знаменитой стала его роль эксцентричного психотерапевта Лоуренса Джакоби в мистическом телесериале Дэвида Линча «Твин Пикс» и его продолжении. У него также были роли в сериалах «Тарзан», «Квантовый скачок», «Вавилон-5», «Детектив Нэш Бриджес» и ряде других.
Актёр трижды был женат. Его третья супруга, певица Бонни Мюррей, родила в браке с ним дочь Эмбер Тэмблин, ставшую актрисой.

## Награды
- Золотой глобус 1956 — «Самый многообещающий новичок»